# DS Smith Slovenija
DS Smith Slovenija je del podjetja DS Smith Plc, ki posluje na področju papirja in proizvodnje embalaže po meri strank. Je eden največjih podjetjih v Evropi, ki se ukvarja z reciklažo papirja in valovitega kartona. 
V Sloveniji je sedež v Brestanici, poleg tega pa delujeta še poslovni enoti v Logatcu in na Rakeku. Podjetje izdeluje trajnostne embalažne rešitve tj. embalažo iz valovitega in polnega kartona.

## Zgodovina
Začetki poslovanja DS Smith Plc segajo v leto 1940, ko je družina Smith začela s proizvodnjo kartonskih škatel v Londonu. Danes se poslovalnice podjetja nahajajo v 37 državah po svetu in zaposlujejo več kot 31 000 ljudi. V Sloveniji je DS Smith prisoten od leta 2015, ko je za 300 milijonov evrov kupil tovarne podjetja Duropack. 
Na sedežu podjetja DS Smith Slovenija je predhodno deloval obrat Tovarne celuloze in papirja Krško, kjer so se od leta 1960 do 1980 ukvarjali s predelavo valovitega kartona, nato pa tudi s proizvodnjo. V Logatcu je delovala Kartonažna tovarna Ljubljana, kjer so leta 1971 izdelali prvi valoviti karton v Sloveniji. V letu 1990 se obrat Logatec odcepi od Kartonažne tovarne in postane samostojni pravni in poslovni subjekt Valkarton d.o.o. 
Skupina Duropack je leta 1992 postala večinski lastnik (64 %) podjetja Tespack v Brestanici in od leta 1995 popolni lastnik.  Leta 2002 je hrvaško podjetje Belišće d.d. postalo večinski lastnik podjetja Valkarton, leta 2010 pa skupina Duropack prevzame lastništvo še nad obrati podjetja Belišće d.d. V aprilu 2013 obe podjetji ugasneta; ustanovi se skupno podjetje Duropack d.o.o. Junija 2015 Duropack d.o.o. Slovenija postane del skupine DS Smith. 